# Hipoteza
Hipoteza (gr. ὑπόθεσις hypóthesis – przypuszczenie) – zdanie, które podlega konfirmacji lub falsyfikacji. Stwierdza spodziewaną relację między jakimiś zjawiskami, stanowi propozycję twierdzenia naukowego, które zakłada możliwą lub oczekiwaną w danym kontekście sytuacyjnym naturę związku.
Stawianie i testowanie hipotez to jeden z podstawowych procesów twórczego myślenia oraz fundamentalny element procesu tworzenia nauki.

## Weryfikacja lub falsyfikacja
Testowanie (konfirmacja lub falsyfikacja) hipotezy polega na wykonaniu doświadczeń sprawdzających efekty przewidywane przez tę hipotezę. Konfirmacja lub falsyfikacja nie jest jednoznacznie możliwa dla zjawisk w przypadku braku odzwierciedlenia przewidywania w mierzalnym parametrze zjawiska. Konfirmacja lub falsyfikacja hipotez empirycznych, sformułowanych jako zdanie ogólne nie jest jednoznacznie możliwa (wynika to z istoty dowodu indukcyjnego).

## Definicje
- Tadeusz Kotarbiński: „...takie przypuszczenie dotyczące zachodzenia pewnych zjawisk lub zależności, które pozwala wyjaśnić jakiś niewytłumaczalny dotąd problem”
- Kazimierz Ajdukiewicz: „...nieprzyjęta jeszcze racja wyjaśnienia jakiegoś faktu, którą poddajemy procedurze sprawdzania”
- Józef Pieter: „...naukowe przypuszczenie co do istnienia lub nieobecności danego faktu w określonym miejscu i czasie”.

## Przykłady hipotez
- hipoteza Sapira-Whorfa (lingwistyka)
- hipoteza Riemanna (teoria liczb)
- hipoteza Goldbacha (teoria liczb)
- hipoteza continuum (teoria mnogości)
- hipoteza ergodyczna (mechanika statystyczna)

## Twierdzenia o tej nazwie
Bywa, iż udowodnione już twierdzenia również noszą nazwę „hipoteza”, co wynika z uwarunkowań historycznych (por. lemat), mianowicie początkowej i długotrwałej niemożności ich udowodnienia. Przykładem takiego twierdzenia jest hipoteza Poincarégo. W historii matematyki bywało również na odwrót – dana hipoteza od razu była nazywana twierdzeniem, czego przykładem może być wielkie twierdzenie Fermata, które na udowodnienie czekało przez ponad trzy stulecia. Fermat w swoich pismach twierdził jedynie, że zna jego dowód, ale go nie podał. Wielkie twierdzenie z formalnego punktu widzenia trzeba było przez cały ten czas, tj. od 1637 do 1993 roku (tzn. dat sformułowania i pierwszej prezentacji dowodu; czy też od 1670 do 1995 roku, czyli lat publikacji sformułowania i pełnego dowodu) uważać za hipotezę.